# 京成津田沼駅

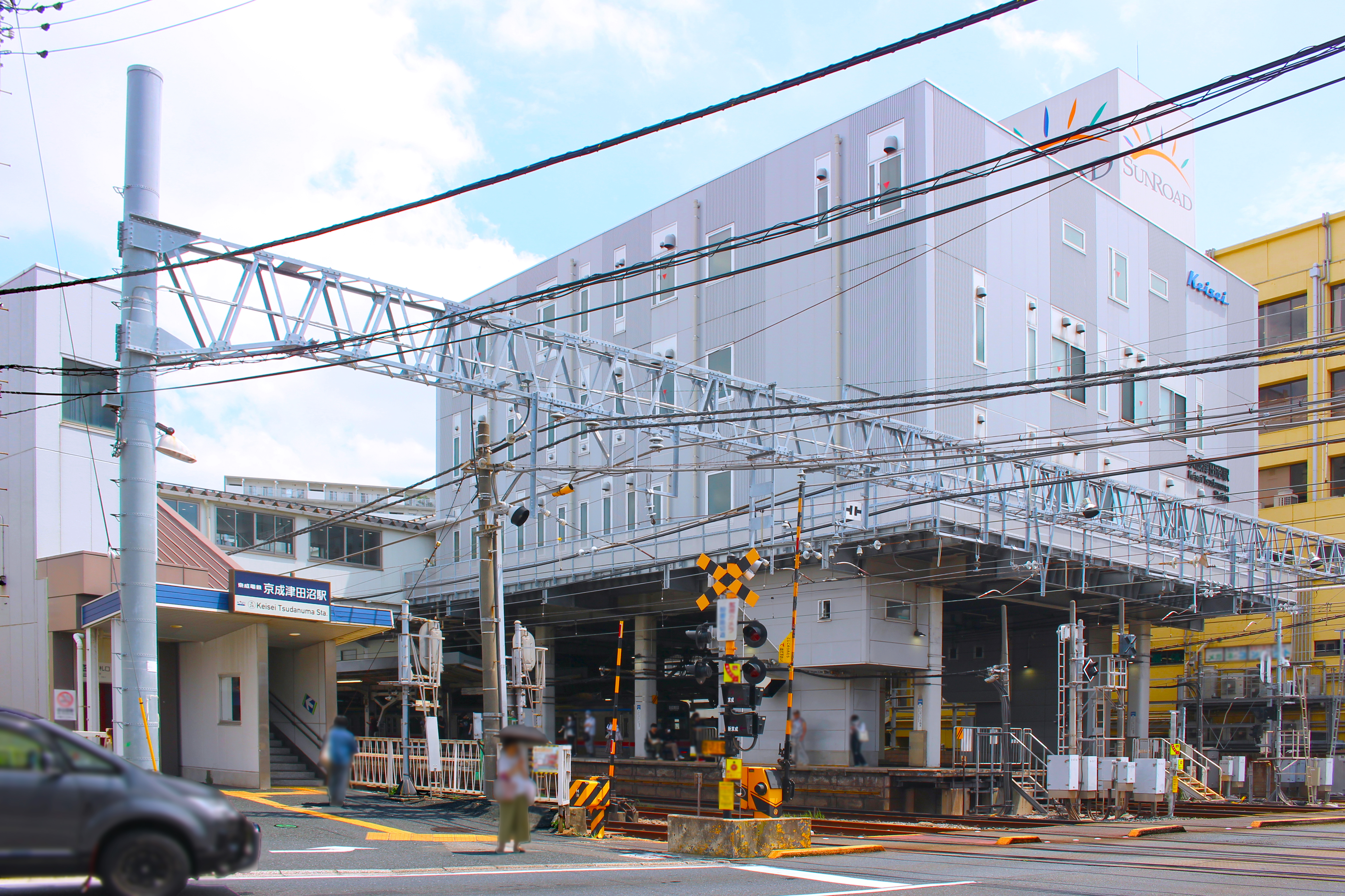
北口（2024年7月）

京成津田沼駅（けいせいつだぬまえき）は、千葉県習志野市津田沼三丁目にある、京成電鉄の駅。駅番号はKS26。

## 概要
本線・千葉線（当駅が起点）・松戸線（当駅が終点）の3路線が乗り入れている。2025年3月31日までは京成電鉄と新京成電鉄の共同使用駅（京成電鉄の管轄駅）であったが、両社の合併により翌4月1日より京成電鉄の単独駅となった。
京成電鉄における習志野市の代表駅であり、習志野市役所の最寄駅でもある。同じく「津田沼」を冠するJR東日本の津田沼駅は当駅から徒歩約20分、または京成バスで約5分の場所に位置している。有料特急を除く全優等列車が停車する。
快速は当駅から成田空港方面は各駅に停車、京成上野方面は快速運転となる。日中は、京成上野方面からの普通列車の半数は当駅で折り返す。千葉線の起点であり松戸線の終点であるが、日中は松戸線の半数程度の列車が、当駅を介して千葉線へ片乗り入れ直通運転している。朝と夕刻は千葉線から本線京成上野方面へ直通する列車も設定されている。2023年11月25日のダイヤ改正で、京成成田方面からの京成津田沼止まりの列車が設定された。

## 歴史
1921年に京成船橋駅 - 京成千葉駅間が開業し、同時に設置された。本線の成田までの区間に先行して千葉線が開業した。開業当時は総武鉄道であった鉄道省線の津田沼駅は、津田沼町の中心部から離れた位置に設置されたが、当駅は町の中心部に設置された。

### 年表
- 1921年（大正10年）7月17日：京成電気軌道の津田沼駅として開業[5]。
- 1926年（大正15年）12月9日：津田沼 - 酒々井間が開業[5]。
- 1931年（昭和6年）11月18日：京成津田沼駅に改称[5]。
- 1953年（昭和28年）11月1日：新京成電鉄新京成線の駅が開業。当初は京成ホームから発着した[6]。
- 1955年（昭和30年）4月21日：新京成線の全線開業に伴い京成千葉線へ直通運転を開始、9月1日で廃止した。
- 1957年（昭和32年）10月15日：構内改良工事（3面5線化）完成により新京成発着用として5番線を使用開始。
- 1968年（昭和43年）
  - 本線・千葉線のホームを方向別に改築、新京成線の6番線を新設、3面6線に拡張[6]。
  - 11月：橋上駅舎化。同時に谷津方に引き上げ線を新設[6]。
- 2006年（平成18年）12月10日：新京成線が京成千葉線に片乗り入れを開始。
- 2010年（平成22年）7月17日：京成電鉄の駅に駅番号を導入[7]。
- 2014年（平成26年）2月：新京成電鉄の駅に駅番号「SL24」を設定[8]。
- 2016年（平成28年）4月12日：駅舎耐震補強及び駅舎改良工事が完了[9]。
- 2025年（令和7年）4月1日：新京成電鉄が京成電鉄への吸収合併に伴い、京成電鉄単独の駅となる。新京成電鉄の駅番号SL24を廃止[10]。

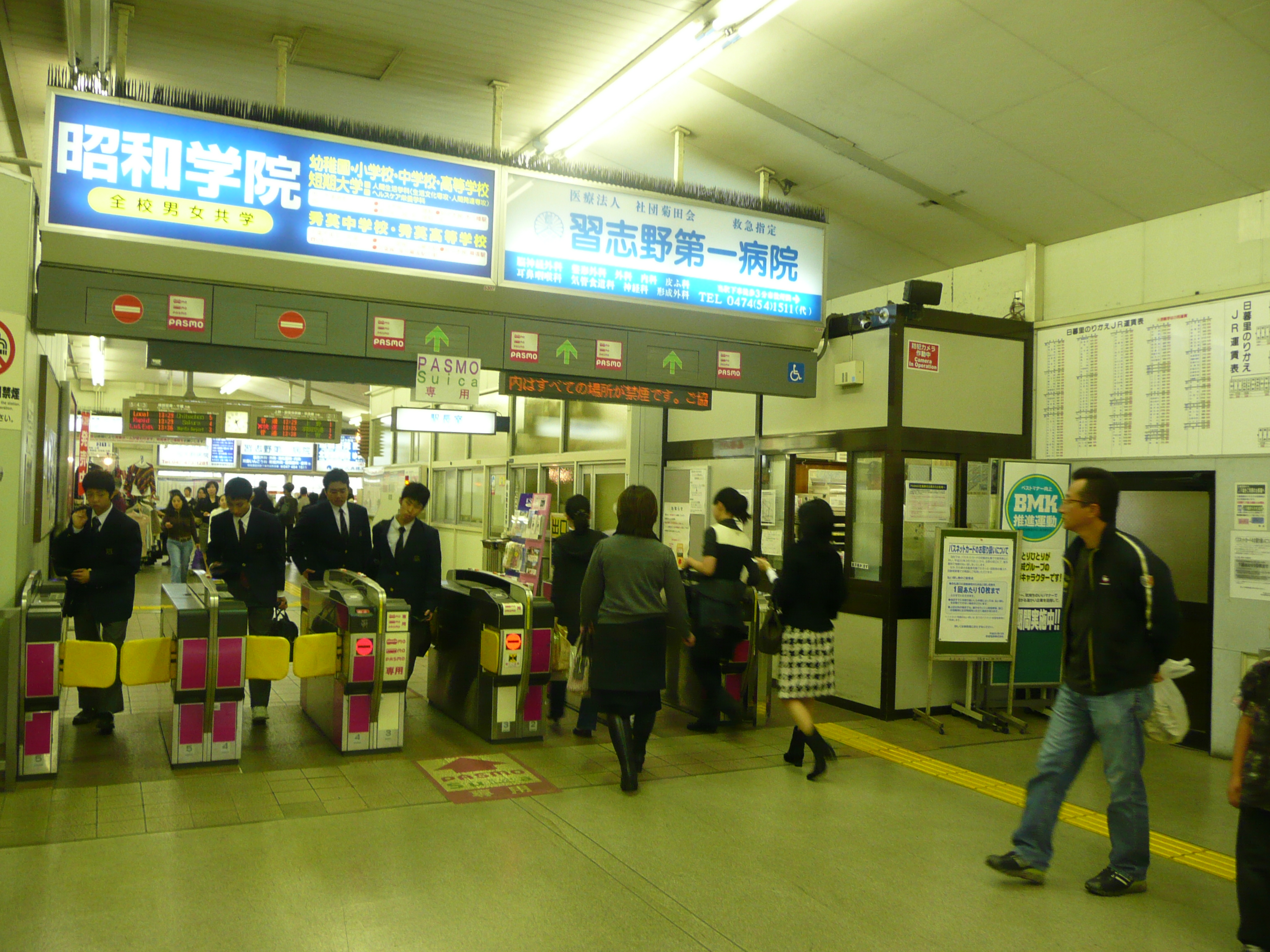
駅改良工事前の改札口（2008年10月）
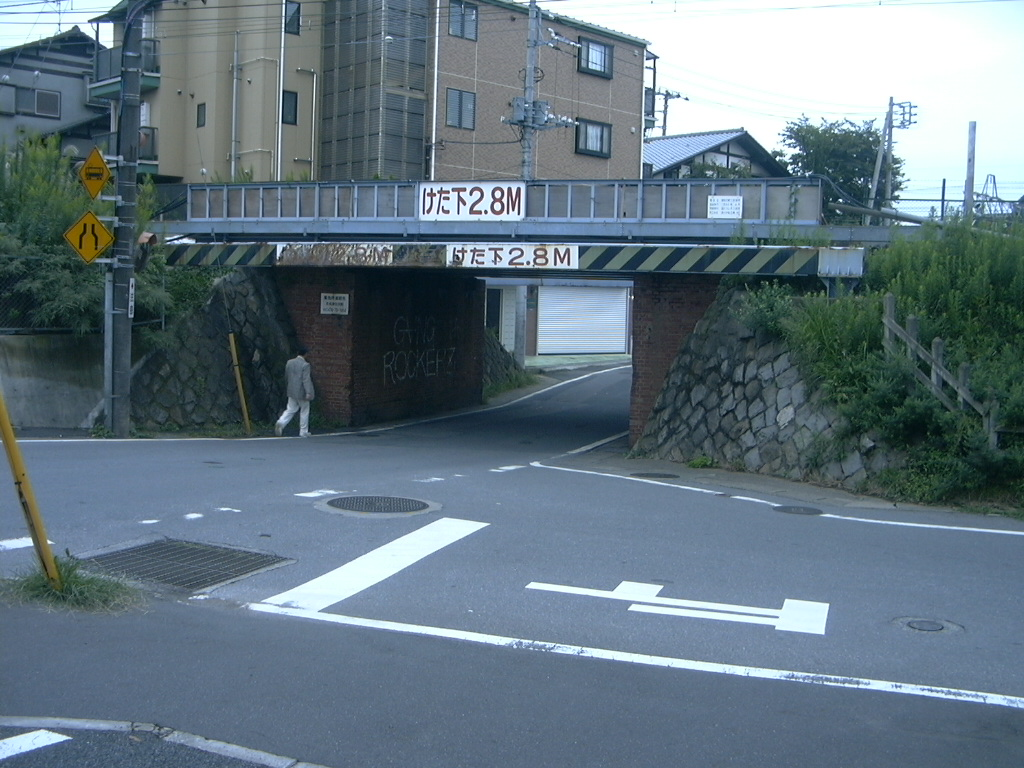
大正時代に造られたレンガ橋（2006年10月）

## 駅構造
島式ホーム3面6線を持つ地上駅で、橋上駅舎を有する。駅長配置駅である。松戸線が新京成電鉄の運営だった頃も両社間の中間改札口は直通運転以前から設置されていなかった。
跨線橋が2本設置されている。改札口は京成上野・松戸方のみに配しており、京成成田・京成千葉方は乗り換え用通路となる。エスカレーターはホーム東端と跨線橋を、エレベーターはホーム中央と跨線橋を結んでいる。エレベーターのドアの色は京成側が赤、新京成側が青である。北側出入口とコンコースの間にもエレベーターが設置されている。
6線のうち1 - 4番線の2面4線が本線・千葉線、5・6番線の1面2線が松戸線であるが、5番線は日中時間帯に千葉線列車も使用している。6番線は京成千葉方に車止めが設置されているため、松戸線内折り返し専用である。
連絡線は一時期ほぼ使用されず、当時は普段は砂利をかぶせておき、使用する場合のみ砂利を撤去していた。当駅南側は「サンロード津田沼」と接続している。当駅に併設して乗務員の出退勤場所である京成電鉄津田沼乗務区が併設されているため、ほとんどの列車は当駅で乗務員が交代する。

### 発車標
発車標は、1 - 4番線が京成、5・6番線がかつての新京成のものを使用している。改札内コンコースにある5・6番線の発車標は、松戸線の発車案内に加えて松戸線ホームから発車する千葉線の発車案内も表示するスペースが加えられている。
本線と千葉線は日中を除き同一ホームを使用するため、京成成田方面行と京成千葉方面行の列車は行先で区別する必要がある。
発車標は3・4番線に幕式が設置されていたが、1988年に反転フラップ式案内表示機が5・6番線に設置され、時期は不明だが後にすべてのホームにLED式が設置された。2012年に1 - 4番線の発車標はフルカラーLEDに交換されている。

### 案内放送
当駅1 - 4番線の案内放送は、以前までスカイアクセス開業以前の青砥駅と同一内容が放送されていた。2012年に発車標を更新してフルカラーLED化した際に案内放送も変更され、成田スカイアクセスの駅と同一の内容になった。ただし列車の到着時に乗り換えホームの案内を含む到着放送や、利用客を別ホームに誘導する放送が使用されるのは当駅が京成線内で唯一である。2019年11月現在、英語放送は流れない。5・6番線では松戸線仕様の放送が流れる。こちらでも駅名が放送されるが、乗り換えについては路線名のみ放送され、乗り換えるべき番線は案内されない。

### 引き上げ線
京成上野方に踏切を挟んで引き上げ線があり、京成千葉線の折り返しのほか、日中は本線京成上野方面からの折り返しにも使われている。当駅到着後、京成上野方面へ出発するまでに、3番線到着、引き上げ線、2番線入線、発車と進行方向を3回転換する。

### 駅改良工事
2014年から駅改良工事に着手。1 - 4番線にエスカレーターを追設し、乗り換え通路を拡幅し、商業スペースを設置した。工事前に構内の売店や飲食店は閉店となる。
2015年2月に券売機と定期券売り場の位置が変更され、5月19日に改札口が有人窓口からウォークインタイプに変更され、10月に京成上野寄り階段にエスカレーターが設置された。
2016年4月に駅舎耐震補強及び駅舎改良工事が完了。
2016年9月30日に駅構内売店から転換したファミリーマートが開店。

### のりば
| 番線 | 路線   | 方向 | 行先                                              | 備考     |
| ---- | ------ | ---- | ------------------------------------------------- | -------- |
| 1・2 | 本線   | 上り | 京成船橋・日暮里・京成上野・押上・ 都営浅草線方面 |          |
| 3・4 | 本線   | 下り | 八千代台・京成成田・ 成田空港方面                 |          |
| 3・4 | 千葉線 | 下り | 京成千葉・ちはら台方面                            | 日中以外 |
| 5    | 千葉線 | 下り | 京成千葉・ちはら台方面                            | 日中のみ |
| 5    | 松戸線 | 上り | 北習志野・新鎌ヶ谷・八柱・松戸方面                |          |
| 6    | 松戸線 | 上り | 北習志野・新鎌ヶ谷・八柱・松戸方面                | 始発のみ |

- 京成本線は、2・4番線が主本線、1・3番線が待避線である。
- 当駅折り返しの列車は千葉線の日中の列車を除き、2・3番線を使用する。
- 千葉線は、始発のみが3番線を使用する。

### ギャラリー

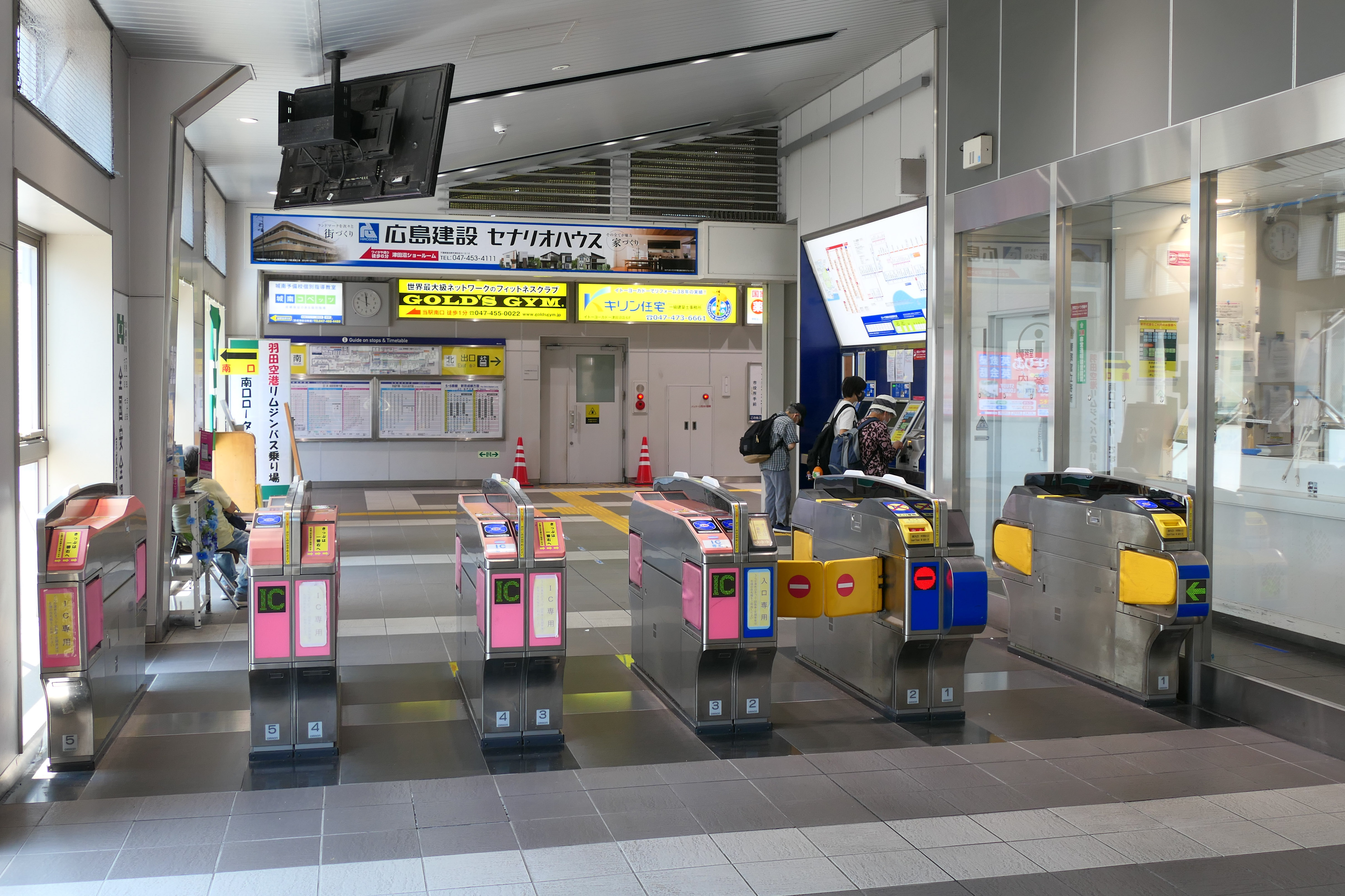
改札口（2021年6月）
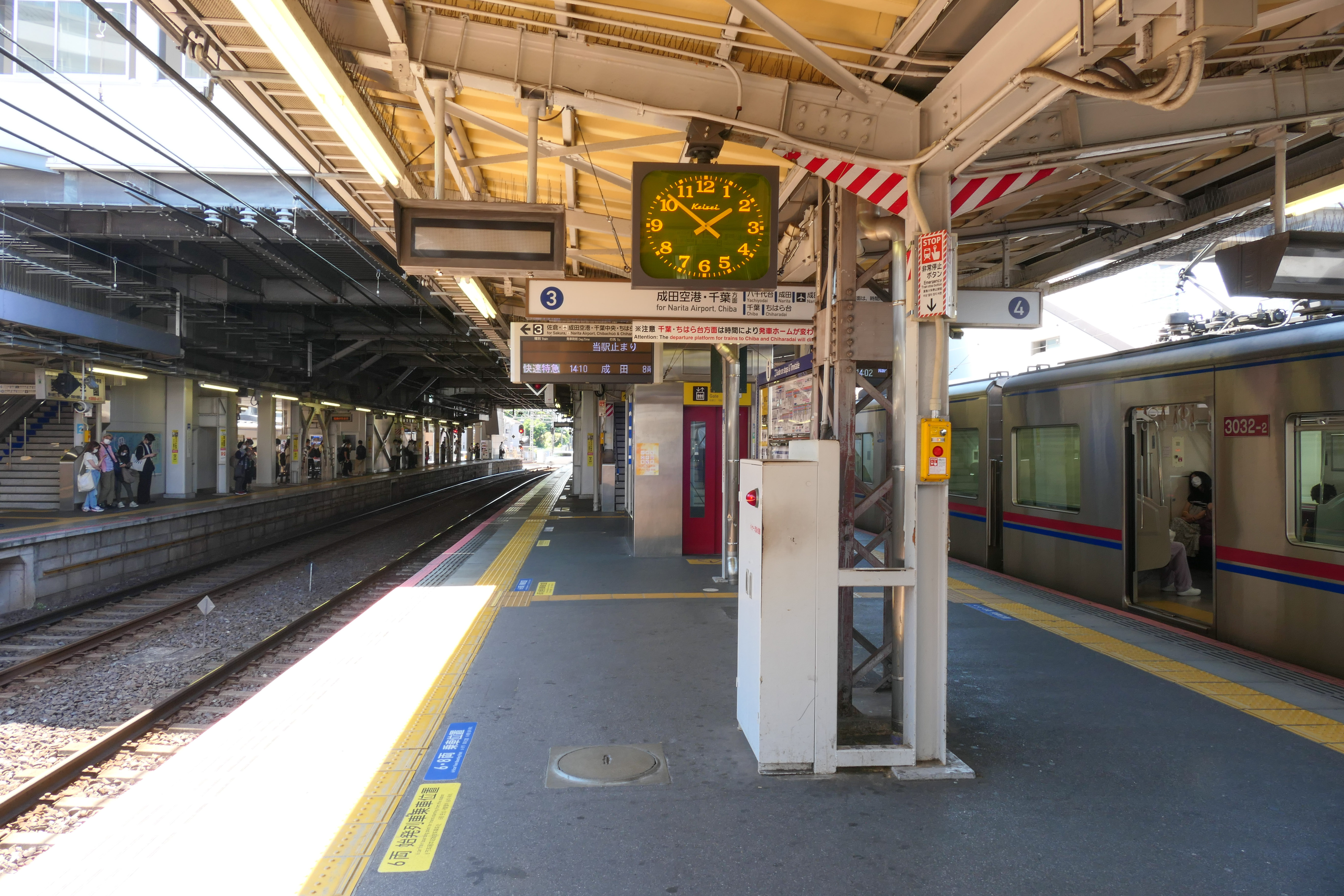
3・4番線ホーム（2021年6月）
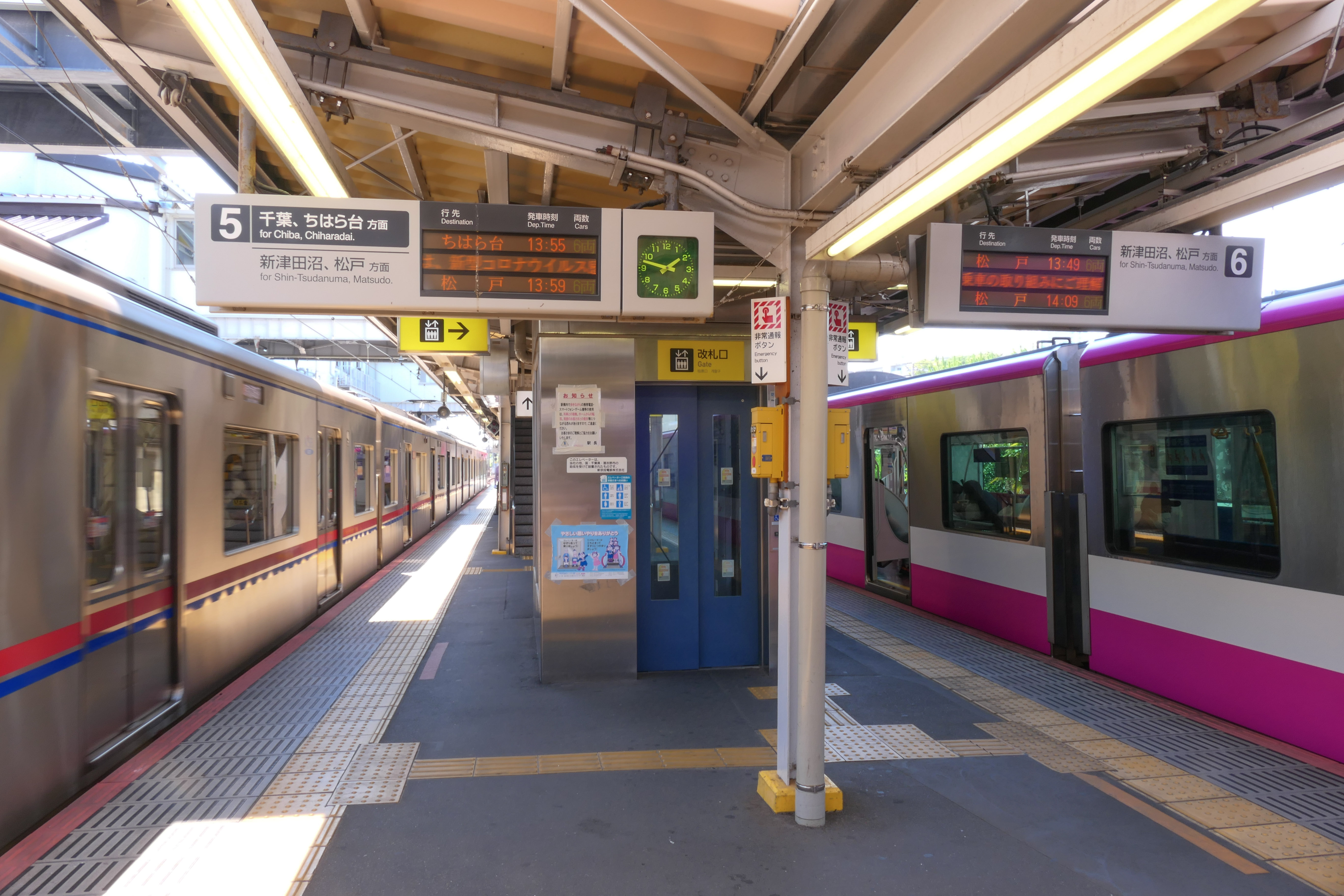
5・6番線ホーム（新京成電鉄時代）（2021年6月）
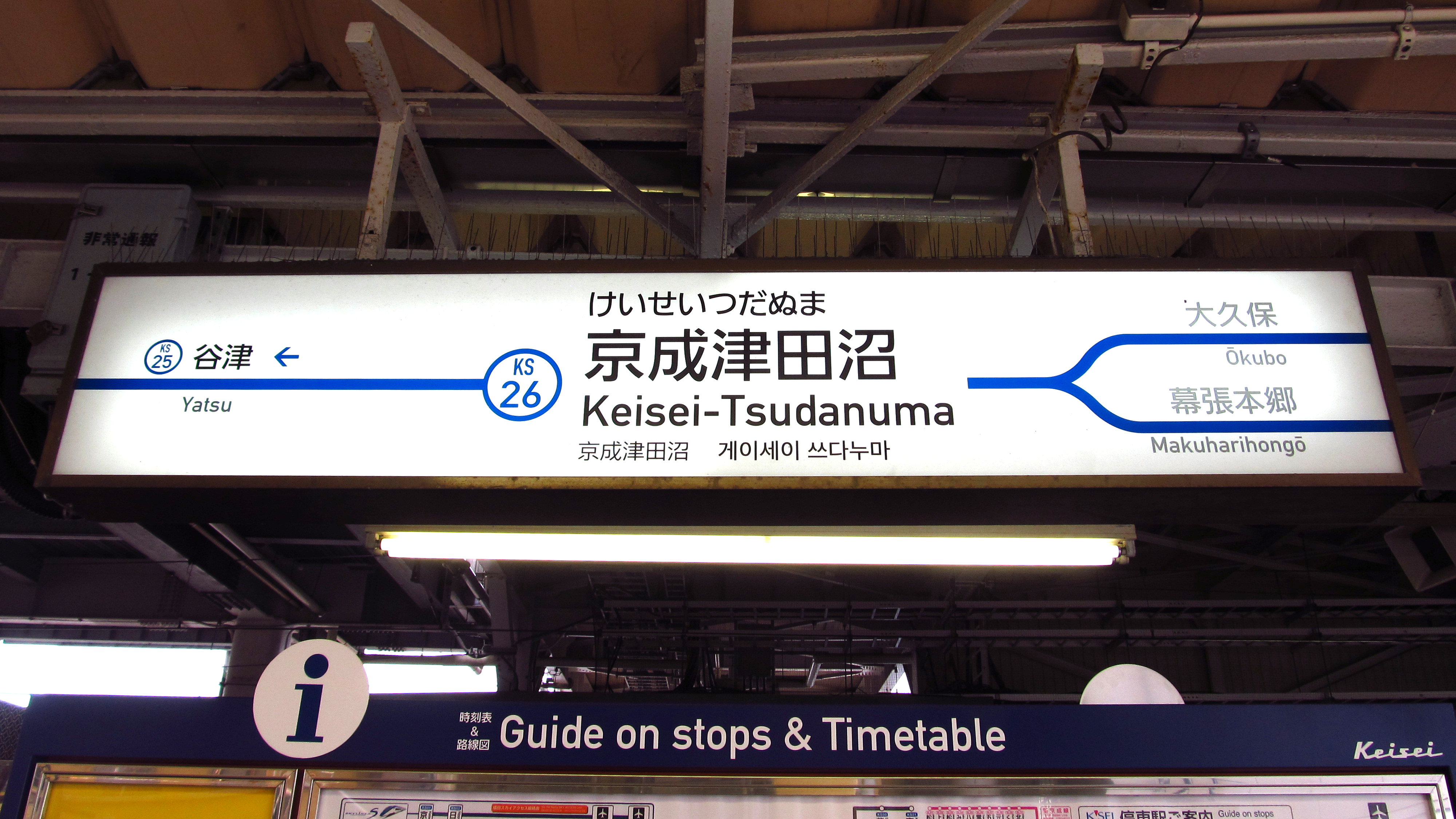
京成本線・千葉線の駅名標（2020年7月）

### 呼称について
京成は2019年頃まで、自社線内に向けた案内で「京成」を駅名に冠する駅を案内する際は「京成」を省略していたが 、当駅はJR線津田沼駅乗換駅である新京成の新津田沼駅との混同を防ぐため、駅名標や路線図で「京成津田沼」と省略せずに表記されていた。
一方で行先表示器や車内案内表示装置、車内アナウンスでは、基本的に「津田沼」としていたが、2020年1月以降は一部を除き「京成津田沼」に順次変更されている。
新京成では前述の通り新津田沼駅を抱えていたため、当駅自体を「津田沼」と省略することはなかった。

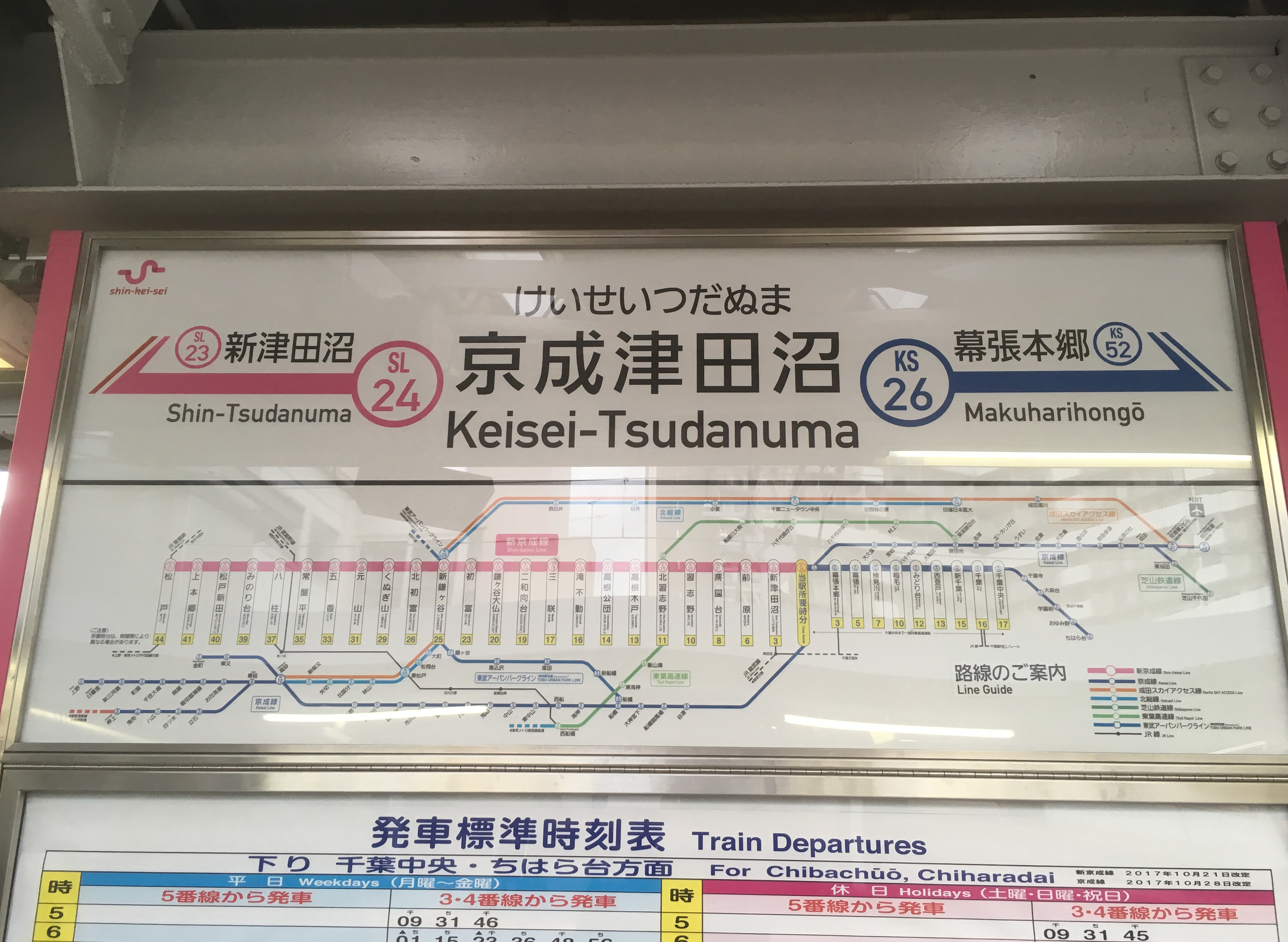
5番線駅名標（新京成仕様）幕張本郷方は京成の路線色で表示・京成の駅番号も記載[注 6]
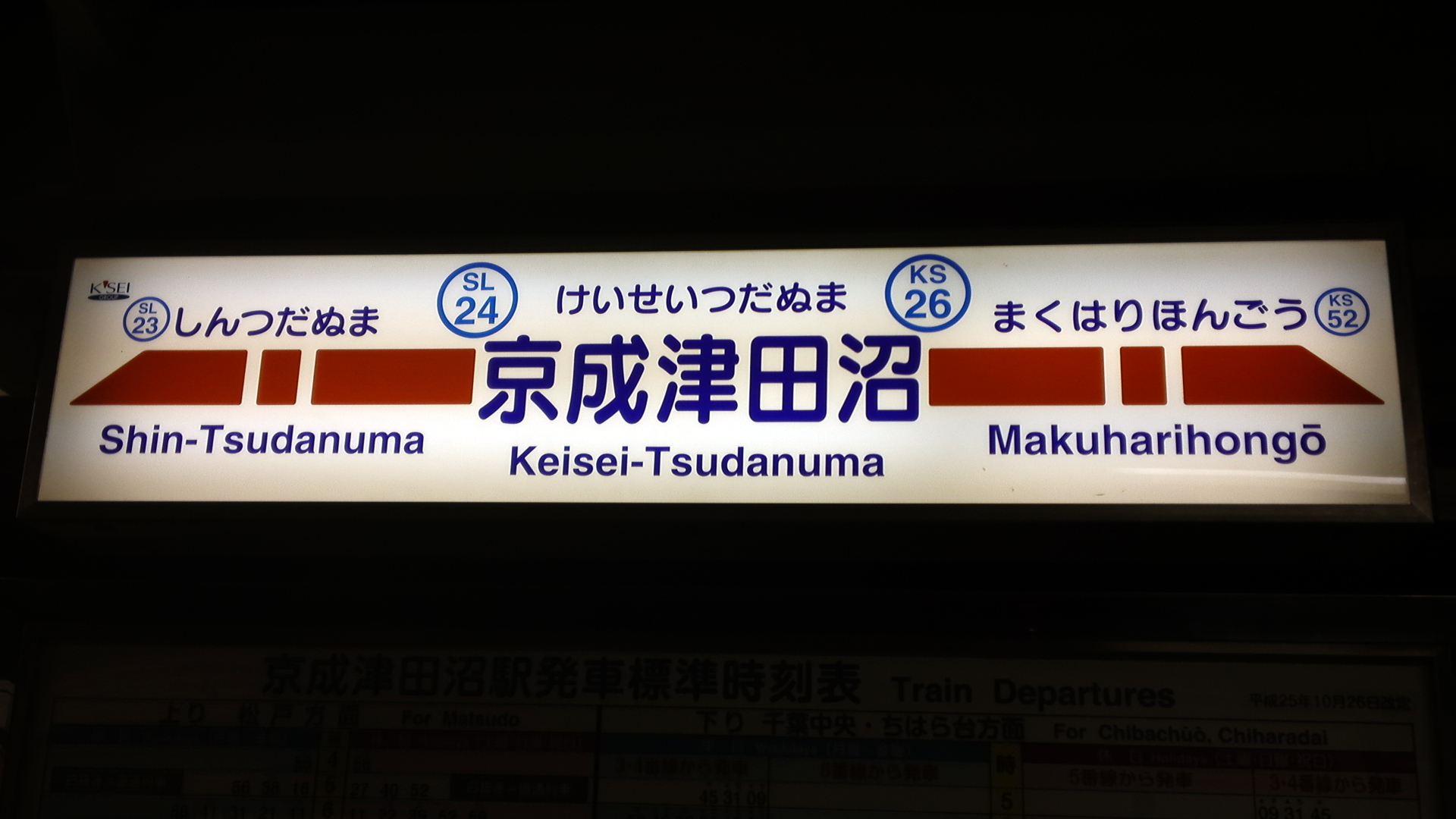
5番線旧駅名標（新京成仕様）京成の駅番号も記載

## 利用状況
以下は、京成電鉄と新京成電鉄の合併以前の統計であり、両社間の乗り換え・直通運転による利用者を含んだ数値である。
- 京成電鉄 - 2024年度の1日平均乗降人員は58,525人である[京成 1]。新京成電鉄との直通人員（33,583人）を含む。
- 新京成電鉄 - 2024年度の1日平均乗降人員は42,763人である[新京成 1]。

近年の1日平均乗降・乗車人員推移を下記する。
| 年度               | 京成電鉄         | 京成電鉄         | 新京成電鉄       | 新京成電鉄       |
| 年度               | 1日平均 乗降人員 | 1日平均 乗車人員 | 1日平均 乗降人員 | 1日平均 乗車人員 |
| ------------------ | ---------------- | ---------------- | ---------------- | ---------------- |
| 1998年（平成10年） |                  | 24,867           |                  | 19,049           |
| 1999年（平成11年） |                  | 24,286           |                  | 18,681           |
| 2000年（平成12年） |                  | 23,663           |                  | 18,213           |
| 2001年（平成13年） |                  | 23,513           |                  | 18,123           |
| 2002年（平成14年） |                  | 23,079           |                  | 18,193           |
| 2003年（平成15年） | 47,128           | 23,296           |                  | 18,693           |
| 2004年（平成16年） | 47,291           | 23,360           |                  | 19,046           |
| 2005年（平成17年） | 47,234           | 23,345           |                  | 19,542           |
| 2006年（平成18年） | 47,721           | 23,598           |                  | 20,066           |
| 2007年（平成19年） | 50,840           | 25,277           |                  | 20,694           |
| 2008年（平成20年） | 52,266           | 26,092           |                  | 20,925           |
| 2009年（平成21年） | 53,119           | 26,538           |                  | 20,915           |
| 2010年（平成22年） | 53,983           | 26,994           |                  | 20,990           |
| 2011年（平成23年） | 52,619           | 26,257           |                  | 20,251           |
| 2012年（平成24年） | 54,144           | 27,060           |                  | 20,957           |
| 2013年（平成25年） | 56,037           | 28,023           | 43,346           | 21,503           |
| 2014年（平成26年） | 56,213           | 28,139           | 43,195           | 21,508           |
| 2015年（平成27年） | 57,452           | 28,750           | 43,859           | 21,824           |
| 2016年（平成28年） | 58,518           | 29,271           | 44,244           | 22,045           |
| 2017年（平成29年） | 59,560           | 29,810           | 45,151           | 22,517           |
| 2018年（平成30年） | 60,416           | 30,236           | 45,411           | 22,644           |
| 2019年（令和元年） | 60,394           | 30,245           | 45,132           | 22,514           |
| 2020年（令和02年） | 46,398           | 23,262           | 35,374           |                  |
| 2021年（令和03年） | 50,754           | 25,470           | 38,162           |                  |
| 2022年（令和04年） | 54,899           | 27,553           | 40,928           |                  |
| 2023年（令和05年） | 57,251           | 28,736           | 42,376           |                  |
| 2024年（令和06年） | 58,525           | 29,386           | 42,763           |                  |

## 駅周辺

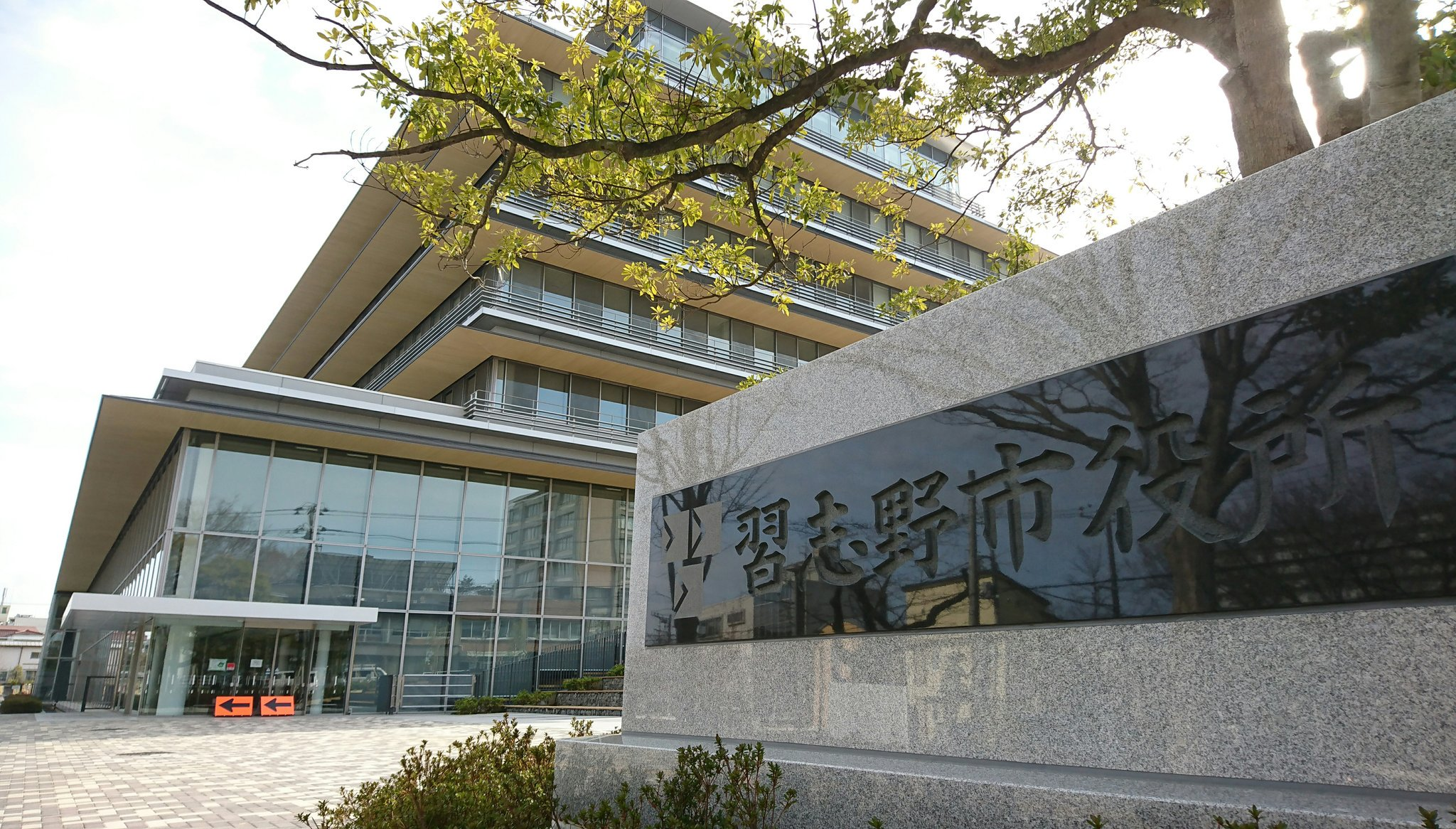
習志野市役所

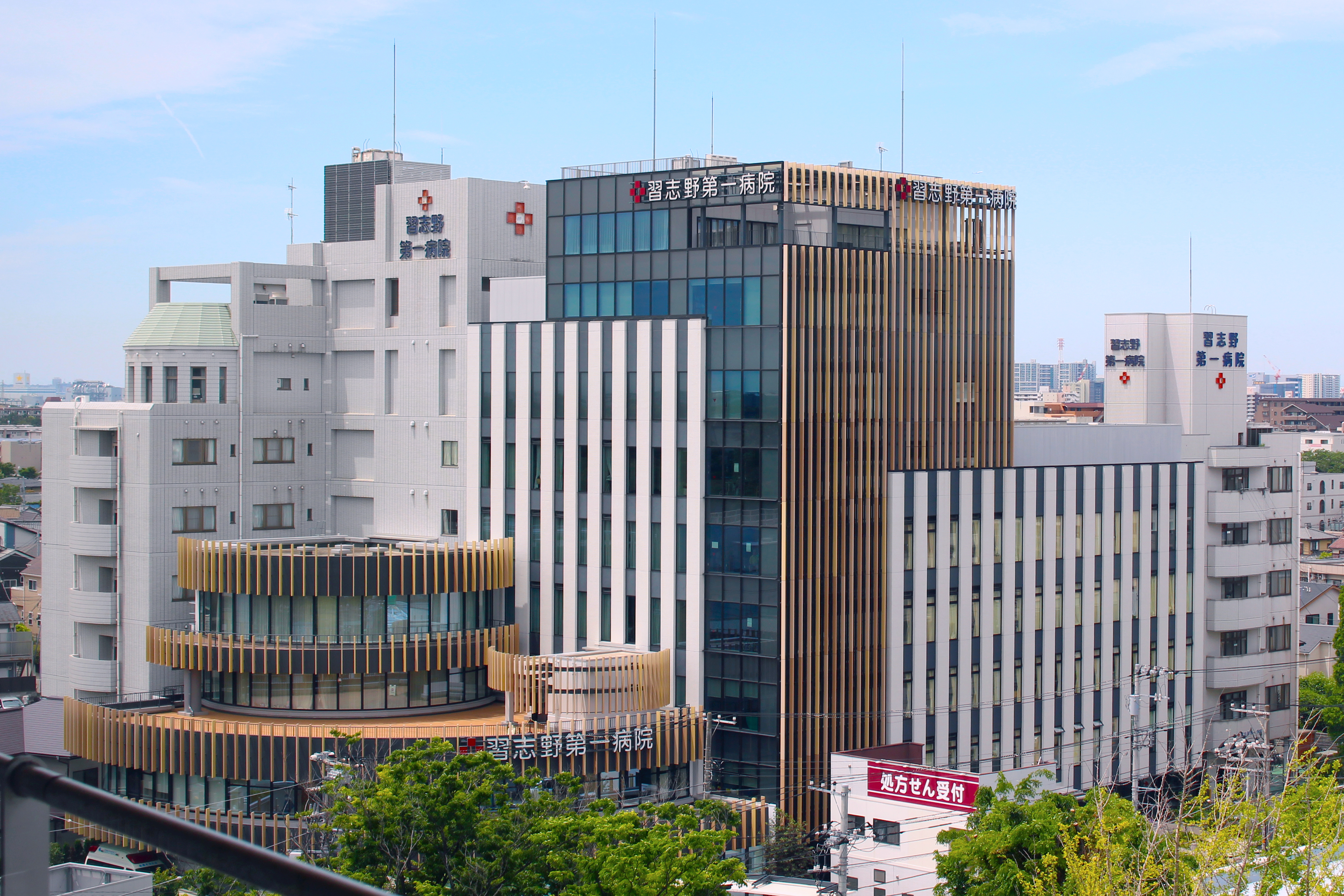
習志野第一病院

津田沼の古くからの市街地に近接し、駅前南口から袖ヶ浦団地方面に南下する道路と、市役所方面に東に向かう道路沿いが商店街になっている。
上野寄りに位置する谷津5号踏切は、朝夕のラッシュ時以外も開かずの踏切となる。当駅以西の営業列車本数が多く、さらに新京成線の列車と上野方の引き上げ線に出入りする入れ換え車両が通過するためである。このため、踏切横の歩道には当駅の自由通路の利用を推奨する看板が設置されている。
駅前は、京成電鉄第一整備工場跡地を再開発した複合施設があり、千葉銀行などが入居している。以前は津田沼グランドホテルと称された帝国ホテル系のザ・クレストホテルは、2002年（平成14年）3月末に撤退し、習志野市は2011年（平成23年）の東日本大震災で被害を受けた習志野市役所本庁舎に代わり、2012年（平成24年）10月1日から仮庁舎として一時的に一部部署の機能をホテル跡地に移転した。現在は、新庁舎落成に伴い仮庁舎での業務は終了している。2014年（平成26年）11月中旬に旧ホテル1階部分で東武ストアが開店した。そして2020年（令和2年）2月1日、幕張が東京オリンピック・パラリンピックの会場となることに合わせて、ザ・クレストホテルの跡地にホテル「ベッセルイン京成津田沼駅前」が開店した。

### 名勝・旧跡など
- 菊田神社
- 東漸寺

### 公共施設：病院など
- 習志野市役所
- 習志野市中央消防署
- 習志野警察署京成津田沼駅前交番
- 津田沼中央総合病院
- 習志野第一病院

### 文教施設・商業施設など
- 千葉工業大学津田沼校舎
- 習志野市立津田沼小学校
- 習志野市立津田沼幼稚園
- 習志野市立菊田保育所
- 習志野市立菊田第二保育所
- 東武ストア 津田沼店

### 郵便局・金融機関
- 習志野津田沼郵便局
- 習志野郵便局
  - ゆうちょ銀行習志野店
- 千葉信用金庫 津田沼支店

### 公園など
- 久々田公園

## バス路線
| のりば           | 系統                 | 主要経由地                                                       | 行先                           | 運行会社                          | 備考                     |
| ---------------- | -------------------- | ---------------------------------------------------------------- | ------------------------------ | --------------------------------- | ------------------------ |
| 京成津田沼駅     | 津62                 | 大久保団地・京成大久保駅南口                                     | 幕張本郷駅                     | 京成バス                          |                          |
| 京成津田沼駅     | 津62                 | 大久保団地・京成大久保駅南口・幕張本郷駅                         | 幕張西五丁目                   | 京成バス                          |                          |
| 京成津田沼駅     | 津65                 | 大久保団地                                                       | 京成大久保駅南口               | 京成バス                          |                          |
| 京成津田沼駅     | 津61 津62 津65       |                                                                  | 津田沼駅                       | 京成バス                          | 京成津田沼駅入口にも停車 |
| 京成津田沼駅     | リムジンバス         |                                                                  | 羽田空港                       | 京成バス 東京空港交通             |                          |
| 京成津田沼駅     | 夜行高速バスやまと号 | 天理駅・奈良駅                                                   | 大和西大寺駅南口               | 京成バス 奈良交通                 |                          |
| 京成津田沼駅     | 高速バス             | 富士急ハイランド                                                 | 河口湖駅                       | 京成バス フジエクスプレス         |                          |
| 京成津田沼駅     | 高速バス             | （直行）                                                         | 御殿場プレミアム・アウトレット | 京成バス フジエクスプレス         |                          |
| 京成津田沼駅     | 海浜ルート           | 香澄三丁目・団地中央・新習志野駅                                 | 海浜公園                       | 習志野市ハッピーバス （京成バス） |                          |
| 京成津田沼駅入口 | 津41                 | 袖ヶ浦団地入口・第三中学校                                       | 袖ヶ浦団地                     | 京成バス                          |                          |
| 京成津田沼駅入口 | 津42                 | 袖ヶ浦団地入口・第三中学校・団地中央                             | 津田沼高校                     | 京成バス                          | 平日深夜のみ             |
| 京成津田沼駅入口 | 津46                 | 袖ヶ浦団地入口・秋津運動公園・新習志野駅・イオンモール幕張新都心 | 幕張メッセ中央                 | 京成バス                          | 平日3本のみ              |
| 京成津田沼駅入口 | 津52                 | 袖ヶ浦団地入口・津田沼高校・臨海工業団地                         | 新習志野駅                     | 京成バス                          | 平日朝のみ               |
| 京成津田沼駅入口 | 津54                 | 袖ヶ浦団地入口・津田沼高校・臨海工業団地・新習志野駅             | 新都心営業所                   | 京成バス                          | 平日朝のみ               |
| 京成津田沼駅入口 | 内陸ルート           | 津田沼一丁目・第五中学校・藤崎小学校                             | 京成津田沼駅                   | 習志野市ハッピーバス （京成バス） |                          |

## 隣の駅
京成電鉄
 本線
■快速特急・■特急・■通勤特急
京成船橋駅 (KS22) - 京成津田沼駅 (KS26) - 八千代台駅 (KS29)
■快速
船橋競馬場駅 (KS24) - 京成津田沼駅 (KS26) - 京成大久保駅 (KS27)
■普通
谷津駅 (KS25) - 京成津田沼駅 (KS26) - 京成大久保駅 (KS27)
 千葉線
京成津田沼駅 (KS26) - 京成幕張本郷駅 (KS52)
 松戸線
新津田沼駅 (KS66) - 京成津田沼駅 (KS26)